# Spheginobaccha dexioides
Spheginobaccha dexioides är en tvåvingeart som beskrevs av Hull 1944. Spheginobaccha dexioides ingår i släktet Spheginobaccha och familjen blomflugor. Inga underarter finns listade i Catalogue of Life.